# ابن مرزبان
ابو احمد عبدالرحمن بن علی بن مرزبان طبیب مرزبانی معروف به ابن مرزبان یک صاحب‌منصب و پزشک فارس بود که به آل بویه خدمت می‌کرد. او شاگرد ابن سینا بود.
اطلاعات زیادی از او در دست نیست. نسب خود را به خانواده‌ای بومی اصفهان برمی‌گرداند. در قاین به دنیا آمده و ابتدا در نیشابور می‌زیست. اما در بیشتر عمر خود به جای زادگاهش در بغداد و در خوزستان زندگی می‌کرد. او در اوایل زندگی، تحصیلات علمی و فقه اسلامی آموخت. وی بعدها قاضی شوشتر و رئیس بیمارستان معروف عَضُدی در بغداد شد. ابن مرزبان بعدها، در سال ۱۰۰۶ میلادی (۴۲۰ هجری قمری) در شوشتر درگذشت.
ابن مرزبان معاصر با ثعالبی (مؤلّف یتیمه الدّهر) بوده و با او مکاتباتی داشت. او کتاب‌هایی همچون اخبار ابی العینا، اخبار ابن الرّومی، اخبار جحظه برمکی، الآداب در طعام و شراب دارد و شعر نیز می‌سرود. ابن مرزبان کتابی به زبان عربی در ستایش سگ، به نام فضل الکلاب نوشت و در آن دربارهٔ رفتار سگ و گربه، دربارهٔ وفاداری سگ و حکایات سگانی که ارباب خود را نجات دادند را آورده‌است. این کتاب با لحنی نوشته شده که گویی مؤلف در حال مکالمه با یک دوست است، او می‌گوید که سگ به بسیاری از کسانی که لباس می‌پوشند شرف دارد. کتاب فضل الکلاب در سال ۱۹۷۸ میلادی توسط جی.آر. اسمیت و ام. اِی. اس. عبدالحلیم به زبان انگلیسی ترجمه و توسط انتشارات آریس و فیلیپس، با نام برتری سگ‌ها از بسیار کسانی که لباس می‌پوشند (The Superiority of Dogs over many of Those who wear Clothes) منتشر شد.